# George P. Wilbur
Pour les articles homonymes, voir Wilbur.
George Peter Wilbur, né le 6 mars 1941 à Kent (Connecticut) et mort le 1er février 2023, est un acteur et cascadeur américain.

## Filmographie
- 1970 : Mission impossible : Driver / Jim's Double / First Prisoner
- 1978 : Folie Folie : Tony Norton
- 1978 : Doux, Dur et Dingue : Church
- 1979 : The Clonus Horror : Walker Man
- 1981 : Tout l'or du ciel : Motorcycle Police
- 1983 : Le Retour de Max Dugan (en) (Max Dugan Returns) de Herbert Ross : policier dans la voiture
- 1984 : Firestarter : DSI Orderly
- 1984 : Mike Hammer : Poolroom Thug #2 / Thug
- 1985 : Simon et Simon : Kaydon's Hood
- 1985 : Le Juge et le Pilote : Thug #2
- 1986 : Le Contrat : Killer 1
- 1986 : Magnum : Henchman #1
- 1987 : Running Man : Lieutenant Saunders
- 1988 : Halloween 4 : Michael Myers
- 1989 : SOS Fantômes 2 : Bailiff
- 1990 : Bienvenue au Paradis : Man
- 1991 : Sans aucune défense : Sherman Bodeck
- 1993 : Le Rebelle : Gunman #1
- 1995 : Halloween 6 : Michael Myers
- 2014 : American Muscle : Prison Clerk